# Talltrasten
För fågeln, se taltrast eller rödvingetrast.
Talltrasten var en månadstidning för barn, utgiven 1866 av C F Arvidssons förlag. Den redigerades av Emily Nonnen och innehöll träsnitt av Maria Ulander. Samlingsverket Valda berättelser ur tidskriften Talltrasten utgavs 1895.